# Louis Wagner
Louis Auguste Wagner, född den 5 februari 1882 i Le Pré-Saint-Gervais, död den 13 mars 1960 i Montlhéry, var en fransk racerförare.
Wagner tävlade i Grand prix-racing. Han vann Vanderbilt Cup 1906 och det första USA:s Grand Prix i Savannah, Georgia 1908. 1926 vann han även det första Storbritanniens Grand Prix.